# Mistrzostwa Estonii w Skokach Narciarskich 2021
Mistrzostwa Estonii w Skokach Narciarskich 2021 – zawody mające na celu wyłonić mistrza Estonii, które rozegrane zostały 13 marca w Otepää na skoczni normalnej Tehvandi.
Zmagania w rywalizacji indywidualnej mężczyzn wygrał Artti Aigro, który uzyskał przewagę 20,3 punktu nad drugim Kevinem Maltsevem, a na trzecim miejscu uplasował się Kristjan Ilves. W przypadku kobiet zorganizowano wyłącznie kategorię juniorską, w której wystartowała tylko Annemarii Bendi. Drużynowo zwyciężyła drużyna Elva Suusaklubi (Andreas Ilves, Kevin Maltsev i Kristjan Ilves) przed gospodarzami z Põhjakotkas Otepää (Andero Kapp, Markkus Alter i Artti Aigro) oraz drużyną Võru SK/ Andsumäe SK (Markus Pungar, Sten-Jorgen Leis i Martti Nõmme).

## Skocznia
| Nazwa skoczni | Nazwa skoczni | Miejscowość | Punkt K | HS    | Rekord skoczni | Rekord skoczni | Rekord skoczni |
| ------------- | ------------- | ----------- | ------- | ----- | -------------- | -------------- | -------------- |
|               | Tehvandi      | Otepää      | K-90    | HS100 | 100 m          | Stefan Kraft   | 28.01.2011     |

## Jury
| Sędzia         | Stanowisko                    | Stanowisko                 | Stanowisko |
| Sędzia         | Konkurs indywidualny mężczyzn | Konkurs drużynowy mężczyzn |            |
| -------------- | ----------------------------- | -------------------------- | ---------- |
| Kristi Loit    | A                             | A                          |            |
| Ago Markvardt  | B                             | B                          |            |
| Vahur Tasane   | C                             | C                          |            |
| Karl Mustjõgi  | D                             | D                          |            |
| Risto Raudberg | E                             | E                          |            |

## Wyniki

### Konkurs indywidualny (13.03.2021)
Opracowano na podstawie:
| M   | Zawodnik         | Skok 1  | Skok 2 | Wynik punktowy |
| --- | ---------------- | ------- | ------ | -------------- |
| 1.  | Artti Aigro      | 101,0 m | 96,0 m | 260,0          |
| 2.  | Kevin Maltsev    | 96,5 m  | 95,0 m | 251,0          |
| 3.  | Kristjan Ilves   | 95,0 m  | 94,0 m | 244,0          |
| 4.  | Martti Nõmme     | 86,5 m  | 85,5 m | 207,0          |
| 5.  | Andero Kapp      | 80,0 m  | 80,0 m | 177,5          |
| 6.  | Markkus Alter    | 74,5 m  | 77,0 m | 158,5          |
| 7.  | Andreas Ilves    | 74,0 m  | 75,5 m | 153,5          |
| 8.  | Markus Kägu      | 69,5 m  | 65,5 m | 150,0          |
| 9.  | Karel Rammo      | 62,0 m  | 63,5 m | 108,0          |
| 10. | Karel Pastarus   | 53,0 m  | 50,5 m | 50,0           |
| 11. | Sten-Jörgen Leis | 48,5 m  | 47,0 m | 29,0           |
| 12. | Robert Toompuu   | 45,0 m  | 44,0 m | 12,0           |
| 13. | Fred Gustavson   | 42,5 m  | 45,0 m | 11,0           |
| 14. | Markus Pungar    | 40,0 m  | 38,0 m | -12,0          |

### Konkurs drużynowy (13.03.2021)
Opracowano na podstawie:
| M  | Klub                | Zawodnik         | Skok 1  | Skok 2 | Nota  | Punkty |
| -- | ------------------- | ---------------- | ------- | ------ | ----- | ------ |
| 1. | Elva Suusaklubi     | Andreas Ilves    | 79,5 m  | 85,5 m | 186,5 | 663,0  |
| 1. | Elva Suusaklubi     | Kevin Maltsev    | 94,0 m  | 95,0 m | 244,5 | 663,0  |
| 1. | Elva Suusaklubi     | Kristjan Ilves   | 90,5 m  | 92,5 m | 232,0 | 663,0  |
| 2. | Põhjakotkas Otepää  | Andero Kapp      | 87,5 m  | 97,0 m | 225,0 | 653,3  |
| 2. | Põhjakotkas Otepää  | Markkus Alter    | 78,0 m  | 77,0 m | 163,5 | 653,3  |
| 2. | Põhjakotkas Otepää  | Artti Aigro      | 102,0 m | 99,5 m | 264,8 | 653,3  |
| 3. | Võru SK/Andsumäe SK | Markus Pungar    | 40,0 m  | 43,0 m | 0,5   | 209,0  |
| 3. | Võru SK/Andsumäe SK | Sten-Jörgen Leis | 47,0 m  | 46,5 m | 24,5  | 209,0  |
| 3. | Võru SK/Andsumäe SK | Martti Nõmme     | 83,5 m  | 78,5 m | 184,0 | 209,0  |
| 4. | Nõmme SK            | Karel Rammo      | 68,5 m  | 80,5 m | 149,0 | 171,5  |
| 4. | Nõmme SK            | Fred Gustavson   | 45,0 m  | 46,0 m | 16,5  | 171,5  |
| 4. | Nõmme SK            | Robert Toompuu   | 42,5 m  | 43,5 m | 6,0   | 171,5  |